# Andrej Kravčenko
Andrej Kravčenko (bělorusky Андрэй Краўчанка,* 4. ledna 1986, Myschanka, Homelská oblast) je běloruský atlet, který na letních olympijských hrách v Pekingu vybojoval stříbrnou medaili v desetiboji a v roce 2011 zlatou medaili v sedmiboji na halovém ME v Paříži.

## Kariéra
První mezinárodní úspěch zaznamenal v roce 2003 v kanadském Sherbrooke, kde vybojoval stříbrnou medaili v osmiboji. O rok později se stal v italském Grossetu juniorským mistrem světa. V roce 2005 získal v litevském Kaunasu titul juniorského mistra Evropy.
Na halovém ME 2007 v Birminghamu vybojoval výkonem 6 090 bodů bronzovou medaili v sedmiboji. Titul získal Roman Šebrle, který nasbíral o 106 bodů více. Na světovém šampionátu 2007 v japonské Ósace dvakrát chybně odstartoval v úvodní disciplíně v běhu na 100 metrů a byl diskvalifikován. Ačkoliv absolvoval i skok daleký, kde skončil celkově druhý, desetiboj vzdal.
V roce 2008 získal stříbrnou medaili na halovém MS ve Valencii a na letních olympijských hrách v Pekingu. Na obou šampionátech shodně prohrál s americkým vícebojařem Bryanem Clayem. Na Mistrovství světa v atletice 2009 v Berlíně obsadil desáté místo. Těsně pod stupni vítězů, na čtvrtém místě skončil na halovém MS 2010 v katarském Dauhá, kde na bronzového Alexeje Drozdova ztratil 17 bodů. Na Mistrovství Evropy v atletice 2010 v Barceloně vybojoval bronzovou medaili.

## Úspěchy
| Rok  | Závod                              | Místo                | Umístění | Výkon |
| ---- | ---------------------------------- | -------------------- | -------- | ----- |
| 2003 | Mistrovství světa do 17 let        | Sherbrooke, Kanada   | 2.       | 6 366 |
| 2004 | Mistrovství světa juniorů          | Grosseto, Itálie     | 1.       | 8 126 |
| 2005 | Mistrovství Evropy juniorů         | Kaunas, Litva        | 1.       | 7 997 |
| 2007 | Halové mistrovství Evropy 2007     | Birmingham, Anglie   | 3.       | 6 090 |
| 2007 | Mistrovství Evropy do 22 let       | Debrecín, Maďarsko   | 1.       | 8 492 |
| 2007 | Mistrovství světa v atletice 2007  | Ósaka, Japonsko      | DNF      | 955   |
| 2008 | Halové mistrovství světa 2008      | Valencie, Španělsko  | 2.       | 6 234 |
| 2008 | Letní olympijské hry 2008          | Peking, Čína         | 2.       | 8 551 |
| 2009 | Mistrovství světa v atletice 2009  | Berlín, Německo      | 10.      | 8 281 |
| 2010 | Halové mistrovství světa 2010      | Dauhá, Katar         | 4.       | 6 124 |
| 2010 | Mistrovství Evropy v atletice 2010 | Barcelona, Španělsko | 3.       | 8 370 |

## Osobní rekordy
- desetiboj – 8 617 bodů – 27. květen 2007, Götzis
- sedmiboj (hala) – 6 282 bodů – 6. březen 2011, Paříž